# John Jeffries
Pour les articles homonymes, voir Jeffries et Jefferies.
John Jeffries ou Jefferies, né le 5 février 1744 à Boston où il est mort le 16 septembre 1819, est un physicien, médecin et aérostier américain. 

## Biographie
Diplômé du Harvard College en 1763 puis en médecine de l'université d'Aberdeen, il est appelé à témoigner pour la défense lors du procès du massacre de Boston car il était le chirurgien de Patrick Carr, un des Américains abattus lors de cet incident.
Chirurgien dans l'Armée britannique lors de la Révolution américaine (1771-1775), il effectue dès 1774 de nombreux relevés météorologiques quotidiens à Boston. Utilisant les montgolfières, il vole au-dessus de Londres en 1784 puis traverse avec Jean-Pierre Blanchard la Manche de Douvres à Calais (1785) mais s'écrase en forêt de Guînes. Les deux hommes sont ainsi les premiers êtres humains à avoir traversé la Manche par les airs,.
Il est par ailleurs le financier de deux des montgolfières de Blanchard.